# Schaafstro
Schaafstro (Equisetum hyemale) of schuurbies is een vaste plant die behoort tot de paardenstaartenfamilie (Equisetaceae). De naam verwijst naar de ruwe stengel, die vroeger gebruikt werd als schuurmiddel. De plant komt van nature voor in Eurazië en Noord-Amerika. De plant is in de Lage Landen inheems maar zeldzaam, hoewel hij plaatselijk talrijk kan zijn. Schaafstro is een kensoort voor het verbond van els en gewone vogelkers (Alno-padion). Hij wordt ook wel in de siertuin gebruikt.

## Beschrijving van de plant
De plant wordt 40–90 cm hoog en vormt wortelstokken. De zeer ruwe, donkerblauwe of olijfgroene, holle stengel is 3–6 mm dik. De holte is twee derde of meer van de doorsnee van de stengel. De in kransen staande bladeren bestaan uit kleine schubben, waarbij de bladscheden grotendeels met elkaar vergroeid zijn tot een stengelschede. De tot 9 mm lange, grijsgroene stengelscheden omsluiten de stengel zeer stijf. Ze hebben een of twee zwartachtige banden en verdrogen grijswit. De priemvormige, dunvliezige, gekronkelde tanden vallen al vroeg af, waarna de rest van de schede ondiep gekarteld is.
In juni tot augustus verschijnen er sporenaren op de top van de stengels. De aren zijn tot 2,5 cm lang en als ze rijp zijn verdrogen ze en vallen daarna af. Soms stopt de ontwikkeling van de aar voordat hij helemaal tevoorschijn gekomen is, om pas na de winter volledig uit te groeien. Als de planten in sterke schaduw groeien worden meestal geen aren gevormd. De aar is kegelvormig en bestaat uit zeshoekige schubjes waar aan de binnenkant het sporangium met de sporen zich bevinden.
De sporen groeien uit tot bladgroenhoudende voorkiemen (prothallia). Succesvolle kieming vindt vooral plaats in pionier-milieus, met name op open vochtig zand. Vegetatieve voortplanting vindt plaats door middel van wortelstokken. Deze manier van voortplanten stelt veel minder eisen aan de groeiplaats. Eenmaal gevestigd kan de plant zeer lang standhouden, zelfs al verandert het milieu.
De plant komt voor vochtige, matig voedselarme grond in loofbossen. Op zandige dijken, langs spoorwegen, in afgravingen en duinen gaat het vrijwel altijd om de bastaard Equisetum ×moorei.

## Gebruik

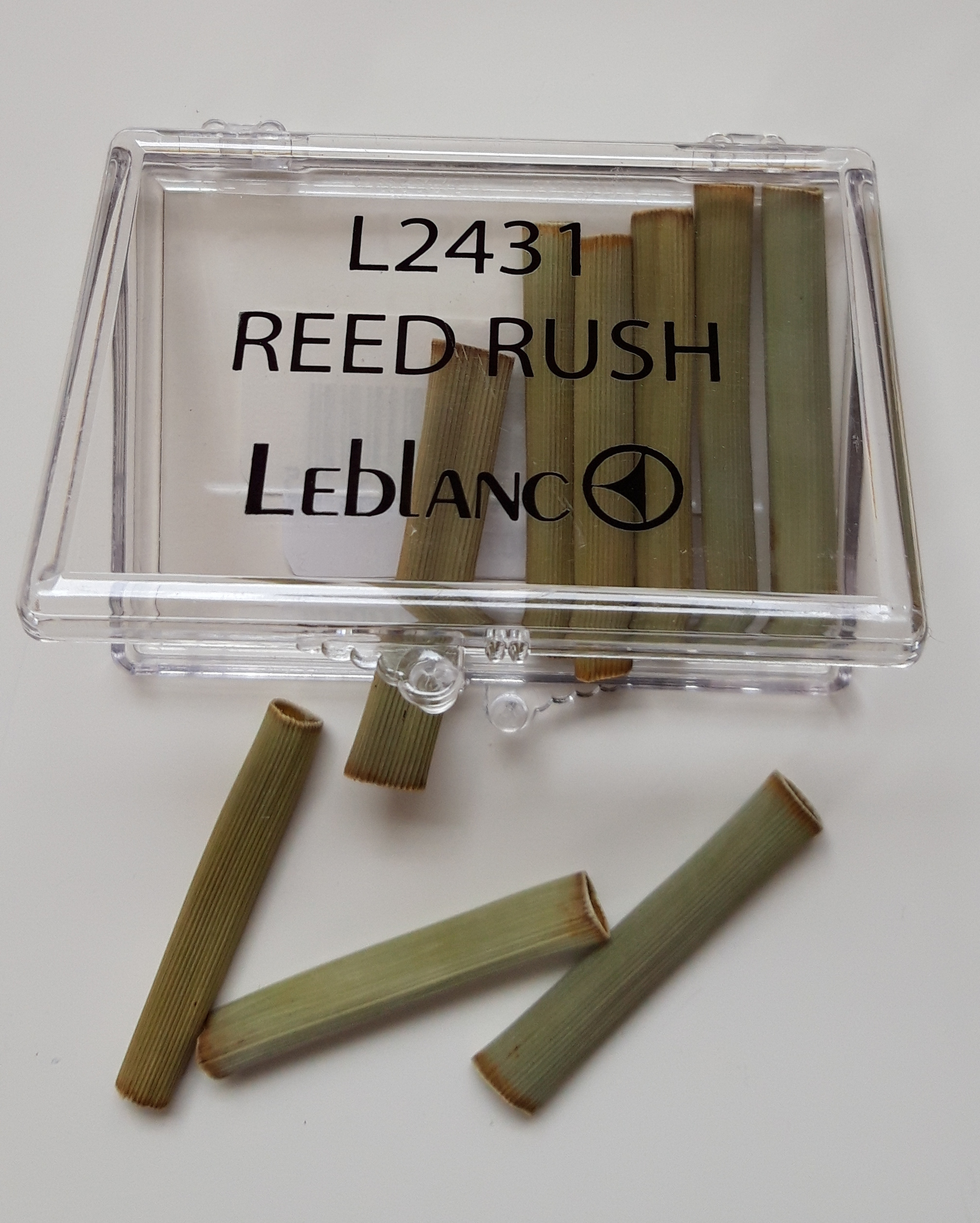
Gedroogd 'schuurbies' voor het schuren van klarinetrieten

Tot het in de tweede helft van de 19e eeuw geleidelijk vervangen werd door het industrieel vervaardigde schuurpapier was schaafstro een van de meest gebruikte schuurmiddelen. Het wordt daarna nog wel gebruikt voor het bijwerken van rieten van klarinetten en andere rietblazers. In Japan wordt het traditioneel gebruikt bij het polijsten van hout ten behoeve van lakwerk.

## Niet meer gangbare namen in het Nederlands
- Schuurbies. Dit was in de 19e eeuw de meest gebruikelijke naam.[2]
- Schrijnwerkersbies
- Schaafgras
- Kannewasser
- Spaanse bies
- Lidrus
- Ruwe paardestaart

## Wetenswaardigheden
Rond 1800 heeft in Engeland het idee postgevat dat schaafstro vanuit Nederland zou worden geïmporteerd. Dit berust op een misverstand dat voortkwam uit het feit dat schaafstro in het Engels Dutch Rush als soortnaam had. Gewone biezen (Engels: rushes) werden wel met scheepsladingen uit Holland ingevoerd en daarom Dutch rushes (Hollandse biezen) genoemd zonder dat daarmee een soortnaam bedoeld werd.